# Saut en hauteur masculin aux championnats du monde d'athlétisme 2022
Pour des articles plus généraux, voir Championnats du monde d'athlétisme 2022 et Saut en hauteur aux championnats du monde d'athlétisme.
Navigation
Doha 2019 Budapest 2023
L'épreuve de saut en hauteur masculin des championnats du monde d'athlétisme de 2022 se déroule les 15 et 18 juillet 2022 au sein du stade Hayward Field à Eugene (États-Unis).

## Mimima de qualification
Le minimum de qualification est fixé à 2,33 m, la période de qualification est comprise entre le 27 juin 2021 et le 26 juin 2022.

## Résultats

### Finale
Le Qatari Mutaz Essa Barshim garde son titre remporté en 2014 (en salle et son premier record à 2,38 mètres lors de ces compétitions), puis renouvelé outdoor en 2017 (2,38 m de nouveaux franchis) puis 2019.
Le Sud-Coréen Woo Sang-hyeok vainqueur de l'édition indoor du mois de mars précédent en Serbie atteint cette fois la 2e place mais il améliore d'un centimètre sa hauteur de printemps.
| Rang               | Athlète             | Pays         | 2.19m | 2.24m | 2.27m | 2.30m | 2.33m | 2.35m | 2.37m | 2.39m | 2.42m | Marque | Notes |
| ------------------ | ------------------- | ------------ | ----- | ----- | ----- | ----- | ----- | ----- | ----- | ----- | ----- | ------ | ----- |
| Médaille d'or      | Mutaz Essa Barshim  | Qatar        | –     | o     | o     | o     | o     | o     | o     | –     | x     | 2.37 m | WL    |
| Médaille d'argent  | Woo Sang-hyeok      | Corée du Sud | o     | o     | o     | o     | xxo   | xo    | x-    | xx    |       | 2.35 m | =NR   |
| Médaille de bronze | Andriy Protsenko    | Ukraine      | xo    | o     | xxo   | o     | o     | xx-   | x     |       |       | 2.33 m | SB    |
| 4                  | Gianmarco Tamberi   | Italie       | o     | o     | o     | xxo   | xo    | xxx   |       |       |       | 2.33 m | SB    |
| 5                  | Shelby McEwen       | États-Unis   | o     | o     | o     | o     | xx-   | x     |       |       |       | 2.30 m |       |
| 6                  | Django Lovett       | Canada       | o     | o     | o     | xxx   |       |       |       |       |       | 2.27 m |       |
| 6                  | Luis Zayas          | Cuba         | o     | o     | o     | xxx   |       |       |       |       |       | 2.27 m |       |
| 8                  | Tomohiro Shinno     | Japon        | xo    | xo    | o     | xxx   |       |       |       |       |       | 2.27 m |       |
| 9                  | JuVaughn Harrison   | États-Unis   | o     | o     | xxo   | xxx   |       |       |       |       |       | 2.27 m |       |
| 10                 | Joel Baden          | Australie    | o     | xo    | xo    | xxx   |       |       |       |       |       | 2.27 m |       |
| 11                 | Yonathan Kapitolnik | Israël       | o     | o     | xxx   |       |       |       |       |       |       | 2.24 m |       |
| 12                 | Mateusz Przybylko   | Allemagne    | o     | xxo   | xxx   |       |       |       |       |       |       | 2.24 m |       |
| 13                 | Edgar Rivera        | Mexique      | xo    | xxx   |       |       |       |       |       |       |       | 2.19 m |       |

### Qualifications
Seuils de qualification : 2,30 m (Q) ou faire partie des 12 meilleurs sauteurs avant la compétition (q).
| Rang | Groupe | Athlète               | Pays             | 2.17m | 2.21m | 2.25m | 2.28m | 2.30m | Marque | Notes  |
| ---- | ------ | --------------------- | ---------------- | ----- | ----- | ----- | ----- | ----- | ------ | ------ |
| 1    | A      | Woo Sang-hyeok        | Corée du Sud     | o     | o     | o     | o     |       | 2.28 m | q      |
| 1    | A      | Django Lovett         | Canada           | o     | o     | o     | o     |       | 2.28 m | q, =SB |
| 1    | A      | Andriy Protsenko      | Ukraine          | o     | o     | o     | o     |       | 2.28 m | q      |
| 1    | A      | Mutaz Essa Barshim    | Qatar            | o     | –     | o     | o     |       | 2.28 m | q      |
| 5    | B      | Luis Zayas            | Cuba             | o     | xo    | o     | o     |       | 2.28 m | q      |
| 6    | A      | Tomohiro Shinno       | Japon            | o     | xo    | xo    | o     |       | 2.28 m | q      |
| 7    | B      | JuVaughn Harrison     | États-Unis       | o     | o     | o     | xo    |       | 2.28 m | q      |
| 8    | B      | Yonathan Kapitolnik   | Israël           | o     | xo    | o     | xo    |       | 2.28 m | q      |
| 9    | A      | Shelby McEwen         | États-Unis       | o     | o     | o     | xxo   |       | 2.28 m | q      |
| 9    | B      | Joel Baden            | Australie        | o     | o     | o     | xxo   |       | 2.28 m | q, SB  |
| 11   | B      | Gianmarco Tamberi     | Italie           | o     | o     | xxo   | xxo   |       | 2.28 m | q      |
| 12   | B      | Edgar Rivera          | Mexique          | o     | o     | o     | xxx   |       | 2.25 m | q      |
| 12   | B      | Mateusz Przybylko     | Allemagne        | o     | o     | o     | xxx   |       | 2.25 m | q      |
| 14   | B      | Hamish Kerr           | Nouvelle-Zélande | o     | xo    | o     | xxx   |       | 2.25 m |        |
| 15   | B      | Oleh Doroshchuk       | Ukraine          | o     | o     | xo    | xxx   |       | 2.25 m |        |
| 16   | A      | Marco Fassinotti      | Italie           | xo    | xo    | xo    | xxx   |       | 2.25 m |        |
| 17   | A      | Thomas Carmoy         | Belgique         | o     | xo    | xxo   | xxx   |       | 2.25 m |        |
| 18   | B      | Thiago Moura          | Brésil           | o     | xxo   | xxo   | xxx   |       | 2.25 m |        |
| 19   | A      | Tobias Potye          | Allemagne        | o     | o     | xxx   |       |       | 2.21 m |        |
| 19   | B      | Ryoichi Akamatsu      | Japon            | o     | o     | xxx   |       |       | 2.21 m |        |
| 21   | A      | Carlos Layoy          | Argentine        | o     | xo    | xxx   |       |       | 2.21 m | =SB    |
| 22   | A      | Loïc Gasch            | Suisse           | xo    | xo    | xxx   |       |       | 2.21 m |        |
| 23   | B      | Donald Thomas         | Bahamas          | o     | xxo   | xxx   |       |       | 2.21 m |        |
| 23   | B      | Joel Clarke-Khan      | Royaume-Uni      | o     | xxo   | xxx   |       |       | 2.21 m |        |
| 25   | B      | Darius Carbin         | États-Unis       | o     | xxx   |       |       |       | 2.17 m |        |
| 26   | A      | Yual Reath            | Australie        | xxo   | xxx   |       |       |       | 2.17 m |        |
|      | A      | Nauraj Singh Randhawa | Malaisie         | xxx   |       |       |       |       | NM     |        |
|      | A      | Norbert Kobielski     | Pologne          | xr    |       |       |       |       | NM     |        |
|      | A      | Majd Eddine Ghazal    | Syrie            |       |       |       |       |       |        | DNS    |

### Légende
Records et Performances
- AR : Record continental (area record)
- CR : Record des championnats (championship record)
- MR : Record du meeting (meet record)
- NR : Record national (national record)
- OR : Record olympique (olympic record)
- PR : Record paralympique (paralympic record)
- PB : Record personnel (personal best)
- SB : Meilleure performance personnelle de la saison (season's best)
- WL : Meilleure performance mondiale de l'année (world leader)
- WJR : Record du monde junior (world junior record)
- WR : Record du monde (world record)

Circonstances et Conditions
- DNF : N'a pas terminé (did not finish)
- DNS : N'a pas pris le départ (did not start)
- DQ : Disqualification (disqualification)
- NM : Aucun essai valable enregistré (No Mark)
- Q : Qualifié « directement » au prochain tour (ou à la prochaine compétition), lors d'une compétition majeure, grâce au classement ou à la réalisation des minima (automatic qualifier)
- q : Qualifié au prochain tour (ou à la prochaine compétition), lors d'une compétition majeure, grâce au repêchage ou à la réalisation de l'une des meilleures performances parmi celles des « non qualifiés directement » (grâce au meilleur temps ou à la meilleure distance par exemple) (secondary qualifier)